# نیکو پپه
نیکو پپه (انگلیسی: Nico Pepe؛ ۱۹ ژانویهٔ ۱۹۱۷ – ۱۳ اوت ۱۹۸۷) هنرپیشه اهل ایتالیا بود. 
از فیلم‌هایی که وی در آن نقش داشته است، می‌توان به توتو تارزان، تهران و دون پاسکواله اشاره کرد.